# Todtenhaus
Todtenhaus (oberfränkisch: Duhdn-haus) ist ein Gemeindeteil des Marktes Thurnau im oberfränkischen Landkreis Kulmbach in Bayern. Todtenhaus liegt in der Gemarkung Thurnau.

## Geographie
Die Einöde bildet mit Eckersdorf und Thurnau im Süden eine geschlossene Siedlung und ist als Haus Nr. 9 in der Kulmbacher Straße (=Staatsstraße 2689) aufgegangen. Todtenhaus liegt am Fuße der Höhe (387 m ü. NHN). Dort ist ein Nadelbaum als Naturdenkmal ausgezeichnet. Südlich des Ortes fließt der Weiherbach, der in der Nähe als linker Zufluss in den Aubach mündet.

## Geschichte
Der Ort wurde 1798/99 als „Totengräbers Wohnung“ erstmals schriftlich erwähnt. Das Hochgericht sowie die Grundherrschaft übte das Giech’sche Amt Thurnau aus.
Von 1797 bis 1810 unterstand der Ort dem Patrimonialgericht Thurnau. Mit dem Gemeindeedikt wurde Todtenhaus 1811 dem Steuerdistrikt Thurnau und 1818 der Munizipalgemeinde Thurnau zugewiesen.

### Einwohnerentwicklung
| Jahr      | 001818 | 001861 | 001871 | 001885 | 001900 | 001925 | 001950 | 001961 | 001970 | 001987 |
| Einwohner | *      | 3      | 3      | 6      | 5      | 7      | 10     | 5      | 7      | 6      |
| Häuser    | *      |        |        | 3      | 1      | 1      | 1      | 1      |        | 1      |
| Quelle    | [ 8 ]  | [ 11 ] | [ 12 ] | [ 13 ] | [ 14 ] | [ 15 ] | [ 16 ] | [ 17 ] | [ 18 ] | [ 1 ]  |

## Religion
Der Ort ist evangelisch-lutherisch geprägt und nach St. Laurentius (Thurnau) gepfarrt.